# Vadym Tsypan
Vadym Tsypan –en ucraniano, Вадим Ципан– (30 de agosto de 1986) es un deportista ucraniano que compite en piragüismo en la modalidad de aguas tranquilas. Ganó una medalla de plata en el Campeonato Mundial de Piragüismo de 2014, en la prueba de C1 4 × 200 m.

## Palmarés internacional
| Campeonato Mundial | Campeonato Mundial | Campeonato Mundial | Campeonato Mundial |
| Año                | Lugar              | Medalla            | Competición        |
| ------------------ | ------------------ | ------------------ | ------------------ |
| 2014               | Moscú (Rusia)      | Medalla de plata   | C1 4 × 200 m       |